# Shannon Vreeland
Shannon Vreeland (ur. 15 listopada 1991 w Saint Louis) – amerykańska pływaczka, specjalizująca się głównie w stylu dowolnym.
Mistrzyni olimpijska z Londynu (2012) w sztafecie 4 x 200 m stylem dowolnym. Dwukrotna mistrzyni świata na krótkim basenie ze Stambułu (2012) w sztafetach 4 x 100 i 4 x 200 m stylem dowolnym. Mistrzyni świata z Barcelony (2013) w sztafecie 4 × 100 m stylem dowolnym. Srebrna medalistka uniwersjady w Shenzhen (2011).